# David Steel
David Martin Scott Steel, Baron Steel of Aikwood, född 31 mars 1938 i Kirkcaldy i Fife, är en brittisk politiker som var parlamentsledamot 1965–1997 och partiledare för Liberala partiet respektive Liberaldemokraterna 1976–1988.

## Biografi
Lord Steel född i Kirkcaldy, Fife, var son till en präst i Skotska kyrkan också han vid namn David Steel, som senare skulle fungera som moderator i Skotska kyrkans generalförsamling. Han växte upp i Skottland och Kenya, och utbildades på Dumbarton Academy, James Gillespies Boys' School, Edinburgh, Prince of Wales School, Nairobi och George Watsons College, Edinburgh. Han var ordförande för brittiska anti-apartheidrörelsen från 1966 till 1970.
Steel började ta en aktiv del i liberal politik redan vid universitetet i Edinburgh, och valdes till ordförande i studentfullmäktige. Efter examen i juridik arbetade han för det skotska Liberala partiet och sedan BBC innan han valdes till underhuset som MP för Roxburgh, Selkirk och Peebles 1965. Han hade den platsen fram till 1983, då han valdes i Tweedale, Ettrick och Lauderdale, en ny valkrets som täcker en stor del av samma område. Som en MP var han ansvarig för att införa abortlagen 1967. Han blev också Liberala partiets talesman i sysselsättningsfrågor, och 1970 dess förste inpiskare.
År 1976, efter Jeremy Thorpes avgång och en kort period då Jo Grimond agerade som tillförordnad ledare, vann Steel ledarskapet över Liberala partiet med bred marginal över John Pardoe. I mars 1977 ledde han partiet in i "Lib-Lab pakten", genom vilken de kom överens om att hålla Labourregeringen, vars smala majoritet efter allmänna valet i oktober 1974 hade successivt urholkats och lämnat dem som minoritetsregering, vid makten i utbyte mot en viss grad av samråd om politiken. Denna pakt varade till augusti 1978.
Steel förblev partiledare för Liberala partiet till dess att det upphörde 1988. Efter valet 1987 hade han drivit på för den partisammanslagning som kom att ske med SDP, ett utbrytarparti från Labour. Det nya partiet fick så småningom namnet Liberaldemokraterna och dess första ordinarie partiledare (efter att Steel och SDP:s sista partiledare Bob Maclennan till en början varit provisoriska partiledare) blev Paddy Ashdown, som kom från Liberala partiet.
Steel avgick från underhuset efter valet 1997 och upphöjdes till Baron Steel Aikwood av Ettrick Forest i Scottish Borders den 6 juni 1997. Han kämpade för skotsk frigörelse, och 1999 valdes till skotska parlamentet som liberaldemokratisk MSP för Lothian. Han blev den förste talmannen i det skotska parlamentet den 12 maj 1999. I denna roll, använde han tilltalet "Sir David Steel", trots sin pärvärdighet. Han avbröt sitt medlemskap i liberaldemokraterna under den tid som han presiderande i parlamentet, på samma sätt som talmannen i Storbritannien, är strängt partilös. Han avgick som en MSP när parlamentet upplöstes inför valet 2003, men kvarstod som talman tills han kunde överlämna till sin efterträdare George Reid den 7 maj samma år. Han utsågs till Lord och högkommissarie för generalförsamlingen av Skotska kyrkan både 2003 och 2004.
Den 30 november 2004 adlades han av drottning Elizabeth II till Lord Steel, riddare av Tistelorden, den högsta hedersbetygelsen i Skottland.